# 羅子惟
羅子惟，台灣男演員，桃園中壢人，家中長子，有一個弟弟，擅長桌球，曾在國小桌球社團擔任指導老師。2007年參加新光三越模特兒比賽榮獲第五名開始踏入演藝圈，2018年演出《大時代》打開知名度，而後陸續有多部戲劇發展。

## 電視劇
| 年份   | 播出頻道 | 劇名               | 飾演   |
| 2009年 | 公視     | 《熱血青春》       | 阿諾   |
| 2014年 | 民視     | 《廉政英雄》       | 羅毅華 |
| 2014年 | 民視     | 《龍飛鳳舞》       | 白展機 |
| 2015年 | 民視     | 《星座愛情牡羊女》 | 李經理 |
| 2016年 | 民視     | 《春花望露》       | 朋友   |
| 2016年 | 民視     | 《我的老師叫小賀》 | 浩子   |
| 2018年 | 民視     | 《大時代》         | 趙大仁 |
| 2018年 | 大愛     | 《幸福 遲到了》    | 曹祖惠 |
| 2019年 | 大愛     | 《最美的相遇》     | 徐台生 |
| 2020年 | 民視     | 《多情城市》       | 張廷   |
| 2022年 | 民視     | 《黃金歲月》       | 王子平 |
| 2023年 | 民視     | 《愛的榮耀》       | 王少青 |
|        |          | 《幸運靈書FB54》   |        |

## 廣告代言
- 三星MEGA手機
- 馬拉灣
- 娘家滴雞精
- 欣樂樂愛思糖衣錠-噴嚏篇 （页面存档备份，存于）
- 欣樂樂愛思糖衣錠 （页面存档备份，存于）

## 綜藝節目
- 台視《王子的約會》
- 民視《民視第一發發發》
- 民視《舞力全開》

## 外部連結
- 羅子惟 Willie粉絲專頁
- 羅子惟的Instagram帳戶
- 鳳凰藝能－羅子惟 （页面存档备份，存于）